# Дюдюкин, Георгий Константинович
Георгий Константинович Дюдюкин (1923-1996) — старший сержант Красной Армии, участник Великой Отечественной войны, Герой Советского Союза (1945).

## Биография
Георгий Дюдюкин родился 17 октября 1923 года в селе Чувашское Эштебенькино (ныне — Челно-Вершинский район Самарской области). Чуваш. После окончания начальной школы работал в колхозе.
В апреле 1942 года был призван на службу в Красную Армию. С июня того же года — на фронтах Великой Отечественной войны. К январю 1945 года гвардии старший сержант Георгий Дюдюкин командовал орудием 82-го гвардейского отдельного истребительно-противотанкового дивизиона 74-й гвардейской стрелковой дивизии 8-й гвардейской армии 1-го Белорусского фронта. Отличился во время освобождения Лодзи и Познани.
18 января 1945 года во время боёв за Лодзь Дюдюкин со своим расчётом подавил десять огневых точек противника, уничтожил 14 автомашин и несколько десятков солдат и офицеров противника. В феврале 1945 года во время боёв за освобождение Познани расчёт Дюдюкина нанёс противнику большой урон в боевой технике и живой силе.
Указом Президиума Верховного Совета СССР от 31 мая 1945 года гвардии старший сержант Георгий Дюдюкин был удостоен высокого звания Героя Советского Союза с вручением ордена Ленина и медали «Золотая Звезда».
После окончания войны Дюдюкин был демобилизован. Вернулся на родину, где работал председателем сельского совета, затем учётчиком. После окончания в 1963 году Куйбышевской областной школы по подготовке руководящих колхозных кадров работал агрономом в колхозе. Умер 20 июля 1996 года.

## Награды
- Орден Ленина
- боевой Орден Отечественной войны I степени,
- юбилейный Орден Отечественной войны I степени (1985),
- Орден Красной Звезды,
- Орден Славы II степени,
- Орден Славы III степени,
- рядом медалей.

## Память
Именем Г.К. Дюдюкина названа улица в родном селе, на здании школы и доме, где он родился и жил, установлены мемориальные доски.